# Beltrana (higo)
Beltrana es un cultivar de higuera de tipo higo común Ficus carica, unífera (con una sola cosecha por temporada, los higos de otoño), con higos de epidermis de color de fondo verde reluciente con sobre color verde marronáceo ubicado en las costillas, presentan un estampado de pequeñas manchas blancas visible a simple vista. Se cultiva en la colección de higueras de Montserrat Pons i Boscana en Llucmajor, Islas Baleares.

## Sinonimia
- „sin sinónimo“,[4][6][7]

## Historia
Actualmente la cultiva en su colección de higueras baleares Montserrat Pons i Boscana, rescatada de un ejemplar o higuera madre localizada en el predio de "na Beltrana" en el término de Puigpuñent de donde es originaria. Es propiedad de Sebastià Ramón y fue plantada por su padre Pau Ramón a principios del siglo XX.
A la variedad 'Beltrana' se le da el nombre actual, que es, el de la finca de donde procede la estaca plantada en la colección.

## Características
La higuera 'Beltrana' es una variedad unífera de tipo higo común. Árbol de vigorosidad mediana-alta, con un buen desarrollo, copa torneada, ramaje espeso y compacto, follaje irregular. Sus hojas son de 5 lóbulos (70%), 3 lóbulos (20%) y 1 lóbulo (10%). Sus hojas con dientes presentes márgenes serrados. 'Beltrana' tiene un desprendimiento mediano de higos, un rendimiento productivo mediano y periodo de cosecha mediano. La yema apical cónica de color amarillento.
Los frutos de la higuera 'Beltrana' son higos de un tamaño de longitud x anchura:48 x 62mm, con forma ovoidal bastante cónico, que presentan unos frutos grandes, simétricos, uniformes de dimensiones que no presentan frutos aparejados ni tienen formaciones anormales, de unos 46,320 gramos en promedio, de epidermis con consistencia mediana, grosor de la piel no muy gruesa y no muy áspera al tacto, con color de fondo verde reluciente con sobre color verde marronáceo ubicado en las costillas, presentan un estampado de pequeñas manchas blancas visible a simple vista. Ostiolo de 0 a 2 mm con escamas pequeñas rosadas. Pedúnculo de 2 a 3 mm cilíndrico verde claro. Grietas ausentes aún en plena madurez. Costillas marcadas. Con un ºBrix (grado de azúcar) de 22 dulce ácido, con color de la pulpa roja. Con cavidad interna grande, con gran cantidad de aquenios medianos. Los frutos maduran durante un periodo de cosecha medio, de un inicio de maduración de los higos sobre el 4 de septiembre a 8 de octubre. Rendimiento productivo mediano y periodo de cosecha mediano.
Se usa como higos frescos en alimentación humana. Frescos y secos en alimentación de ganado porcino y ovino. De mediana abscisión de pedúnculo y buena facilidad de pelado. Buena resistencia a las lluvias y mediana al agriado. Poco susceptibles al desprendimiento y a la apertura del ostiolo.

## Cultivo
'Beltrana', se utiliza como higos frescos en humanos, también fresco y seco para alimentación de ganado porcino y ovino. Se está tratando de recuperar de ejemplares cultivados en la colección de higueras baleares de Montserrat Pons i Boscana en Llucmajor.